# Вейга, Рафаэл
Рафаэ́л Кавалка́нте Ве́йга (порт. Raphael Cavalcante Veiga; род. 19 июня 1995, Сан-Паулу) — бразильский футболист, атакующий полузащитник клуба «Палмейрас» и сборной Бразилии.

## Биография
Рафаэл Вейга — воспитанник молодёжной академии клуба «Коритиба», несмотря на то, что родился в Сан-Паулу. В основном составе клуба из штата Парана дебютировал в матче Кубка Бразилии 11 марта 2016 года в Кашиас-ду-Сул против «Жувентуде». Вейга вышел на замену Леандро на 73-й минуте. «Коритиба» уступила сопернику со счётом 0:1. С июля того же года Рафаэл стал твёрдым игроком основы в своей команде, выступавшей в бразильской Серии A.
В декабре 2016 года Вейга перешёл в «Палмейрас» из родного Сан-Паулу, за который болел с детства (как и его дед и отец). Контракт с «зеленейшими» футболист подписал до декабря 2021 года. В своём первом сезоне в новой команде Вейга сыграл в 20 матчах, в том числе 3 мая дебютировал в Кубке Либертадорес в матче против боливийского «Хорхе Вильстерманна» (гостевое поражение 2:3).
Для увеличения игровой практики 2 января 2018 года Рафаэл Вейга на правах аренды отправился в годовую аренду в «Атлетико Паранаэнсе». Вейга не играл в чемпионате штата Парана (который «Атлетико» в итоге выиграл), но активно использовался тренерским штабом в Кубке Бразилии (семь матчей) и Южноамериканском кубке (10 матчей, два гола), а во втором полугодии — и в чемпионате Бразилии (31 матч, семь голов). В результате Рафаэл Вейга стал одним из ключевых футболистов в составе «фуракана», который впервые в своей истории завоевал международный трофей. В финале в серии послематчевых пенальти против колумбийского «Хуниора» Вейга успешно забил гол в ворота Себастьяна Вьеры.
В 2020 году помог «Палмейрасу» стать чемпионом штата и выиграть Кубок Бразилии. В розыгрыше Кубка Либертадорес 2020 сыграл в 10 матчах и забил два гола. Помог своей команде во второй раз в истории стать победителем этого турнира. В розыгрыше Кубка Либертадорес 2021 Рафаэл Вейга сыграл в 12 матчах и забил пять мячей. В финальном матче против «Фламенго» Вейга открыл счёт на пятой минуте с передачи Майке. В итоге «Палмейрас» сумел обыграть соперника в дополнительное время со счётом 2:1 и во второй раз подряд (и в третий раз в истории) выиграть Кубок Либертадорес.
12 февраля 2022 года на финале клубного чемпионата мира Вейга смог забить гол с пенальти на 64 минуте и сравнять счёт (1:1), но в итоге «Палмейрас» уступил «Челси» со счётом 2:1, пропустив решающий гол на 117 минуте.

## Титулы и достижения
- Чемпион штата Сан-Паулу (1): 2020
- Чемпион Бразилии (1): 2023
- Вице-чемпион Бразилии (1): 2017
- Чемпион Кубка Бразилии (1): 2020
- Обладатель Южноамериканского кубка (1): 2018
- Обладатель Кубка Либертадорес (2): 2020, 2021
- Второе место на клубном чемпионате мира (1): 2021